# ハンバーガー殺人事件
『ハンバーガー殺人事件』（ハンバーガーさつじんじけん）は、アメリカの作家リチャード・ブローティガンの小説である。原題は『So the Wind Won't Blow It All Away』で、『風がすべてをさらって行くわけじゃない』、『風がそれを吹きとばしてしまわないうちに』とも訳される。1982年に発表されたブローティガンの10作目の小説である。
物語は、ライフルの誤射によって友人を殺してしまった少年が、心に闇を抱えたまま大人になっていく様を描き、その事件を中心に置きつつ、さらに幼少期のころの思い出が語られる。登場する人物は、極貧の中で暮らしながらも自分らしく暮らしている人たち、幼いうちに死んでしまった子どもたちなど、「アメリカの夢」からはじき出された「ちり」のような人びとであり、各章の終わりには「So the Wind Won't Blow It All Away // Dust …American…Dust」（風が吹いても消えやしない // ちりは……アメリカのちりは）の詩句が置かれている。
ブローティガンの小説にしては珍しく、物語としての体裁を比較的保っているが、その評価は分かれている。1984年に拳銃で自殺したブローティガンの生前に発表された最後の作品である。

## あらすじ
1979年8月1日、44歳の「ぼく」は、家の壁に耳を押し付けるように過去に耳を押し付けている。1947年の7月末、12歳の「ぼく」は、池に釣りに来る二人組を待っていた。彼らは太った男女で、いつも釣りを始める前に古いピックアップトラックに積んできた家具を下ろして料理をしたり本を読みながら釣りをするのだった。待ちくたびれた「ぼく」は、製材所の夜警を訪ね、続いて池の側の小屋に住む老人を訪ねる。その途中で、過去の経験を思い出す。
「ぼく」が5歳で葬儀場の離れに住んでいた時、窓から葬式の様子を眺めては死について考えていた。幼すぎる「ぼく」は死を正しく理解するには至らなかったが、もし「ぼく」が死んだときに誰も会葬者がいなかったら寂しいと思い、誰とでも―気味の悪い葬儀屋の娘とも―友達になり仲良くしようと誓った。
第二次世界大戦が終わる直前の「ぼく」が10歳の時には、隣に年上の男の子が引っ越してきた。「ぼく」は彼と友達になった。両親から愛されていた彼だったが、一家で自動車事故に遭い、彼だけが死んでしまった。彼が大切にしていた自転車が庭に残され、雨に濡れていた。両親はその月の終わりには引っ越していった。空き家となったその家には1週間後には新たな住人が入り、週末には陽気にビール・パーティーを開いていた。「ぼく」は、彼を思い出して一人で泣きながら、死は年齢に関係なく突然訪れるものだと知り、恐怖を覚えた。
11歳の時、「ぼく」たちはガスコンロのあるアパートに住んでいた。母親はガス爆発を恐れ、ついには火を使うことを止めたため、朝食はコーンフレーク、昼食と夕食はサンドイッチばかりになった。その頃、近所の大きな家に住んでいた三人姉妹のうちの一人が肺炎で死んだ。それ以来、「ぼく」は「肺炎」という言葉に恐怖を感じるようになった。それは、人は死ぬとき苦しまなければならないという恐怖だった。その子の家の庭には、三人姉妹が使っていたおもちゃのどれがその子のものか分からないので、大量のおもちゃが放置されたまま散乱していた。
運命の1948年2月17日、12歳の「ぼく」は、友人のデイヴィッドとライフルの試射に出かける。ライフルは、親からの罰としてガレージで寝るよう強いられた地元の放蕩息子から、マットレスと交換で手に入れたものだった。銃弾は、ハンバーガーを買うか、それとも銃弾にするか、散々迷った挙句に購入したものだった。二人は、ガソリンスタンドから町外れの放棄された果樹園に行き、腐ったリンゴを撃ちまくった。そして、そこで「ぼく」はキジと間違えてデイヴィッドを撃ってしまう。デイヴィッドは青白い顔をし大量の血が流れ出てはいたが、痛みを感じることはなく、穏やかに死んでいった。
裁判では、「ぼく」はデイヴィッドを死なせたことについて罪に問われることはなかった。しかし、「ぼく」と家族は学校でも近所でもつま弾きにされ、見知らぬ地への移住を余儀なくされた。この事件によって「ぼく」の少年時代は終焉を迎えた。「ぼく」は、どうして銃弾ではなくハンバーガーを買わなかったのかという後悔の念にさいなまれ、ハンバーガーについて調べることで悟り（「Burger Satoriz」）を求めた。ハンバーガーに関する本ばかりを読み漁り、学校新聞の記者を名乗ってハンバーガーを作るコック24人に取材と称して話を聞いた。しかし、母親の言葉によって、もはや過去のことはどうすることもできないのだということを知る。完成したハンバーガーについての研究報告書は、河原で焼いた。
1947年7月末、太った男女は、いつものように車から家具を下ろし、くつろぎながら釣りを始めた。側で見ていた「ぼく」の存在はどんどん小さくなっていき、1979年までの32年間の中に消え去っていくのだった。

## 主な登場人物
- ぼく（語り手）
  - 雨の多いオレゴン州で暮らしている[6]。母と2人の妹と生活しており、何度か継父がいたこともあった[21]。生活は苦しく、生活保護を受けながら、それによって与えられた住居を転々としている[21]。社会の最底辺の生活を送る「ぼく」は、はぐれ者のような存在で[3]、友人はほとんどいない[22]。白色に近い金髪で、「ホワイティ」と呼ばれている[6]。デイヴィッドを誤って射殺してしまって以降、なぜあの時、ライフルの銃弾ではなくハンバーガーを買わなかったのだろうかと悩み続ける[3]。
- デイヴィッド
  - 心身ともに健全な理想的な少年で[22]、スポーツも勉学も得意で容姿も優れ、少女たちの熱い視線を集める存在[3]。将来は無限の可能性が開かれているように見られている[22]。一方で、心を掻き乱す得体の知れない悪夢に悩まされている[22]。「ぼく」の想像力に魅かれて親交を結び、「ぼく」にだけは不快で不安な夢について話すが、二人の関係は他者に知られてはならない秘密の関係である[22]。「ぼく」に誤射されて命を落とすが、痛みもなく、もうあの夢を見ることもないと静かに死んでいく[15]。
- 母親
  - 「ぼく」に対しては冷酷で、「ぼく」の存在に耐えているような態度を示す[21]。一方で、突然はげしく愛情を示すこともあるが、それは「ぼく」にとっては気持ちの悪いものだった[21]。ガスコンロのあるアパートに住んだ時には、ガス爆発を心配するあまり頭の中が「ガス洩れによる死亡事故についての本が山とある図書館」のようになり、夜中に風呂場で「ガス、ガス、ガス、ガス」と泣いていた[16]。
- 池に家具を持ってくる人たち
  - 太った[10]中年の夫婦[9]。いつも、トラックに積んできた家具を下ろしてから[9]、それらを使って料理や読書をしながら釣りをする[10]。
- 製材所の夜警
  - 「ぼく」には80歳ぐらいの老人に見えたが、実際には35か36歳[15]。掘っ立て小屋に住み[23]、社会とのつながりは古い2通の手紙と1枚の絵葉書のみ[24]。逆に請求書の類を受け取ることもないので、誰にも迷惑をかけずに生活している[24]。ビールばかり飲んでいる[15]アルコール中毒者だが[23]、夜警の仕事の際には、スーツを着てネクタイを締める[23]。「ぼく」は、ビールの空き瓶をもらって販売店で換金することで小遣い稼ぎにしている[23]。
- 老婆
  - くしゃくしゃの紙幣のような老女[24]。「ぼく」のちょっとした手伝いに対して、古い乳母車を譲る[23]。これによって「ぼく」は、より多くのビール瓶を楽に運べるようになる[23]。
- 池の側に住む老人
  - カスター将軍のような長い白髪の奇妙な老人[5]。近所の子どもたちからは気味悪がられているが、根は優しい[15]。彼が作った池の桟橋は芸術的で、見る者を圧倒する[24]。第二次世界大戦の際に、ドイツ軍の毒ガス攻撃により片方の肺を失っている[15]。
- ガソリンスタンドの経営者
  - ガソリンよりも釣り餌のミミズを売ることの方に熱心[15]。子どもたちがミミズを持ってくると、それを几帳面にノートに記入し、ピカピカの硬貨で代金を支払う[15]。

## 作品テーマ

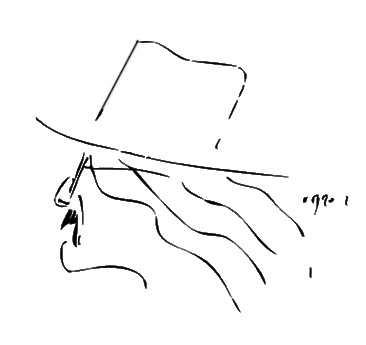
リチャード・ブローティガン

リチャード・ブローティガンの作品には「アメリカ」をテーマとし社会から疎外された人びとに優しい眼差しを向けたものが多い。本作でも、アメリカの吹けば飛んでしまう「ちり」のような人びとが登場し、各章の終わりには「So the Wind Won't Blow It All Away // Dust …American…Dust」（風が吹いても消えやしない // ちりは……アメリカのちりは）の詩句が置かれているが、社会の中心からは外れながらも彼らの中では満ち足りた生活を送っている。
日本の俳句の影響もあるとされるブローティガンの作風は断片的・断章風で、物語というよりはエッセイのようと評される。本作でも、「ぼく」が44歳になった1979年の視点から、1947年に太った男女がトラックで池に釣りに来る場面、そして、その前後の子ども時代に触れた死（その中でも、とりわけ1948年に友人を誤って射殺してしまった事件）の3つが錯綜しながら、死や無の世界を描いているが、それぞれの登場人物や出来事が物語全体の中でどのような意味を持っているのかが語られることはない。
ブローティガンの小説には自伝的・私小説的なものが多いことが指摘されている。本作においても、「ぼく」とブローティガンには、生年・年齢が同じで、オレゴンで育ち、「ホワイティ」と呼ばれ、生活保護を受けながら母親と転々とした貧しい少年時代など、共通点は多いが、本作の重要な事件である誤射による友人の射殺については、ブローティガンの実体験であるのか、想像したものに過ぎないのかは明らかではない。ただ、のちにブローティガンの評伝を書いたキース・アボットによれば、1976年にブローティガンから22口径のライフルを見せられて「缶カラでも撃ってみないか。子ども時代を思いだすよ」と言われ、アボットが「じゃあ一緒にやろう」と返すとブローティガンの顔からは笑みが消え、「行かない。ひとと一緒に射撃はしない。若いとき事故を起こしたからだ」と答えたという。

## 制作背景
高校時代に警察署に投石して逮捕されたリチャード・ブローティガンは、妄想性分裂症と診断されてオレゴン州の州立精神病院に収容された。そこで電気ショック療法を受けたのちに釈放されたブローティガンは、1956年に21歳で家族と別れてサンフランシスコに移り住んだ。当時はビート世代からヒッピー世代への狭間の時期にあたった。ビート世代の若者らと交流したブローティガンは詩人として活動するようになり、1957年の『The Return of the Rivers』を皮切りに、10冊以上の詩集を発表。1964年には『ビッグ・サーの南軍将軍』で小説家としてもデビューした。
ブローティガンの小説は、起承転結といった物語の定式をほとんど無視していた。物語というよりは、日記やエッセイの断片を寄せ集めたような構成で、それぞれのエピソードが全体の中でどのような意味を持つのかは示されないままあっけなく終わる。従来の小説の枠組みにとらわれない自由な構成で、詩的な文体や単純な構文を用いて、現代アメリカの性、暴力、死などを描いて、現代文明の空虚さや非人間性をさらけ出していた。そして、それらを直接的に批判するわけではなく、一定の距離を置いて「肩の力を抜いて」観察し、意表を突く比喩と想像力によって「ポップでシュール」に描き出している。その新鮮さは衝撃的であった。
急速に破壊されつつあるアメリカの大自然を描いた1967年の『アメリカの鱒釣り』はベストセラーとなり、1960年代から1970年代にかけてブローティガンはヒッピー世代の偶像的な存在とみなされるようになった。アメリカ文学が専門で東京大学教授の柴田元幸は、こうした背景には、伝統からの逸脱を許容する1960年代のアメリカの社会情勢があったと考察している。日本でも、藤本和子の優れた翻訳によって広く受け入れられ、村上春樹をはじめとする後の作家や翻訳家に大きな影響を与えた。17、8歳の頃から俳句に親しみ、ビート世代を通して禅の思想に触れていたブローティガンは、1976年の初来日後、足繁く日本を訪れるようになり、このことも日本でのブローティガン人気の一因となった。
しかし、アメリカ国内では、1970年代に入ると、ブローティガンの新作の質自体の低下もあって、ブローティガンの人気は急落した。1970年代の社会の保守化とともに、文学界においても伝統的な形式への回帰が主流となっていたのである。1980年に発表した『東京モンタナ急行』は比較的好意的に評され、それに気をよくしたブローティガンが宣伝のために大学で自作を朗読したが、集まった聴衆は少なく、若い世代の学生にはブローティガンの作品を読んだことのある者はいないというありさまだった。もともとアルコール依存症の傾向があったブローティガンの酒量は増えていく一方で、奇行も増え、友人たちとは疎遠になっていった。
1960年代に想像力によって死や無といった世界を把握しようとしたブローティガンの作品は、1970年代には諦めや絶望からくる笑いに転化し、1980年代に入ると死や無といった世界に直接向き合うようになっていく。1982年頃にはモンタナ州立大学で創作講座を担当するようになり、大学を出ていないブローティガンは「これで、ぼくも大学へ行くことになったわけだな」と笑っていたというが、作家としてのブローティガンは明らかに過去の人と見なされていた。『ハンバーガー殺人事件』が制作されたのはこのような時期であり、ブローティガンが東洋的な「悟り」を追い求めていた時期にあたる。

## 社会的評価
本作は、リチャード・ブローティガンの小説としては珍しい、小説としての伝統的な構成を保持した作品とされている。アメリカ文学が専門で立教大学教授の千石英世は、「『アメリカの鱒釣り』が代表する一風変わった作風からのブローティガンの帰還と解しえよう」と考察し、「こうした作品がブローティガン最後の作品となったことは意味深長である」と評している。
本作が発表されると、その評価は真っ二つに割れた。アメリカ文学が専門で東京大学名誉教授の渡辺利雄は「この最後の小説の反応はいま一つだった」としており、実際、「これを読むくらいなら昼寝をした方がましだ」という酷評もあったとされる。キース・アボットも、「簡潔で明晰な文章がタイミングを外した平坦なものになってしまった」と評した。一方で、多くのブローティガン作品を日本語に翻訳した藤本和子によれば、本作がブローティガンの最高傑作であるという書評もあったという。藤本自身も、最も愛しているブローティガン作品として、『アメリカの鱒釣り』『芝生の復讐』とともに本作を挙げている。なお、藤本はブローティガンから直接本作の翻訳の依頼を受けたが、自分の作品の制作で忙しいことを理由に返事を濁し、最終的に本作の翻訳はしなかった。これに対してブローティガンは、「あなたも自分のものを書くのはいいことだよ、その仕事を大切にしなきゃね」と言ったという。
ブローティガンは、1984年に拳銃で自殺した。ブローティガンが本作制作時に自殺を考えていたかどうかについては定かではない。ただ本作で44歳の「ぼく」が「死が迫っている」と語っているのみである。結果として本作がブローティガンの生前に発表された最後の作品となったが、ブローティガンの制作意欲が失われてしまったわけではない。腐乱した状態で発見されたブローティガンの遺体の周りには、酒瓶や44口径の拳銃とともに、多くの原稿が散乱していた。ほぼ完成された作品の原稿も残されており、これは2000年に『不運な女』として刊行された。また、1992年には、ブローティガンが1955年頃までに書いた未発表の作品群の存在が明らかになり、これらは1999年に『エドナ・ウェブスターへの贈り物 故郷に残されていた未発表作品』として刊行されている。

## 既刊一覧

### 原語
本作は、1982年にデラコート・プレス社（ニューヨーク）から出版された。カバーには、写真家のロジャー・レスマイヤーが撮影した、夜の池のそばに赤いソファなどの家具が置かれた写真が用いられている。17,500部が印刷されたが、実際に売れたのは15,000部に満たなかった。
その後、同年にバンタム社（ニューヨーク）から、翌1983年にジョナサン・ケープ社（ロンドン）からも発刊され、1984年にはデルタ社（ニューヨーク）がペーパーバック版を出すなど、2017年までに少なくとも8つの版が英米で出版されている。
2016年には、俳優のクリス・アンドリュー・シウラの朗読によるオーディオブックが、ブラックストーン出版社（アシュランド）から発売されている。
- 『So the Wind Won't Blow It All Away』デラコート・プレス社（ニューヨーク）、1982年（ハードカバー）。
- 『So the Wind Won't Blow It All Away』バンタム社（ニューヨーク）、1982年（ハードカバー）。
- 『So the Wind Won't Blow It All Away』ジョナサン・ケープ社（ロンドン）、1983年（ハードカバー）。
- 『So the Wind Won't Blow It All Away』デルタ社（ニューヨーク）、1984年（ペーパーバック）。
- 『So the Wind Won't Blow It All Away』アリーナ・ブックス社（ロンドン）、1986年（ペーパーバック）。
- 『So the Wind Won't Blow It All Away』レベル社（エディンバラ）、2001年（ペーパーバック）。
- 『So the Wind Won't Blow It All Away』アメレオン社（ロンドン）、2009年（ハードカバー）。
- 『So the Wind Won't Blow It All Away』ブラックストーン出版社（アシュランド）、2016年（オーディオブック）。
- 『So the Wind Won't Blow It All Away』キャノン社（ロンドン）、2017年（ペーパーバック）。

### 翻訳
本作は、以下の13の言語に翻訳されており、少なくとも24の版での出版が確認されている。日本語では、1985年（昭和60年）に松本淳の訳で『ハンバーガー殺人事件』として晶文社から刊行されている。
- アイスランド語
  - 『Svo berist ekki burt meo vindum』、1989年発行。
- イタリア語
  - 『American Dust. Prima che il vento si porti via tutto』、2005年発行。
  - 『American Dust』、2012年発行。
  - 『American Dust』、2017年発行。
  - 『American Dust』、2017年発行。
- エストニア語
  - 『Et tuul seda kõike ära ei puhuks』、2010年発行。
- オランダ語
  - 『Dat de wind er geen vat op krijgt』、1988年発行。
- スロバキア語
  - 『Pstruholov v Amerike』、1987年発行。
- ドイツ語
  - 『Ende einer Kindheit』、1989年発行。
  - 『Ende einer Kindheit』、1992年発行。
- トルコ語
  - 『Yani Rüzgar Her Şeyi Alıp Götürmeyecek』、1998年発行。
  - 『Yani Rüzgar Her Şeyi Alıp Götürmeyecek』、2018年発行。
- 日本語
  - 『ハンバーガー殺人事件』、1985年発行。
- ハンガリー語
  - 『Hogy el ne fújja mind a szél』、1986年発行。
  - 『Egy déli tábornok nyugatról – Hogy el ne fújja mind a szél』、2000年発行。
- フランス語
  - 『Dat de wind er geen vat op krijgt』、1983年発行。
  - 『Dat de wind er geen vat op krijgt』、1993年発行。
  - 『Dat de wind er geen vat op krijgt』、2003年発行。
  - 『Dat de wind er geen vat op krijgt』、2004年発行。
  - 『Dat de wind er geen vat op krijgt』、2018年発行。
- ヘブライ語
  - 『כדי שהרוח לא תישא זאת לכל עבר - ריצ'רד בראוטיגן』、1988年発行。
- ペルシャ語
  - 『پس باد همه‌چیز را با خود نخواهد برد』、2008年発行。
- ロシア語
  - 『Смерть не заразна: Чтобы ветер не унес все это прочь / Несчастливая женщина / Смерть не заразна』、2004年発行。
  - 『В арбузном сахаре. Аборт. Чтобы ветер не унес все это прочь』、2018年発行。